# سیاره مرگ
ادونچر ای: سیارهٔ مرگ (به انگلیسی: Adventure A: Planet of Death) یک بازی ویدئویی در سبک ماجراجویی است که توسط شرکت آرتیک سافتور تولید و منتشر گردید. این بازی اولین نسخه از مجموعه بازی‌های ماجرایی آرتیک به شمار می‌رفت که در سال ۱۹۸۱ برای رایانه خانگی «سینکلر زد ایکس ۸۰» و «زد ایکس ۸۱» و یک سال بعد (۱۹۸۲) برای اسپکتروم تولید گردید. نسخه کمودور ۶۴ این بازی در سال ۱۹۸۴ و نسخه آمستراد سی پی سی آن نیز در سال ۱۹۸۵ میلادی منتشر شد. در سال ۲۰۱۳ میلادی نیز نسخه‌های بازسازی شده این اثر توسط شرکت Coo Chew Games برای آیپد و آیفون در سطح جهان و به صورت قابل دانلود عرضه گردید.

## گیم‌پلی
در این بازی شما در نقش خلبان یک فضاپیما می‌باشید که در یک سیاره دورافتاده و ناشناخته سقوط کرده‌است. و باید به دنبال فضاپیما خود بگردید و پس از تعمیر آن از این سیاره فرار کنید. معماهای زیادی هستند که باید آن هارا حل نمایید. این بازی از هیچگونه گرافیک کامپیوتری استفاده نمی‌کند و فقط بااستفاده از متن باید این بازی را انجام دهید. لغات بکار رفته در این بازی ساده بوده و بازیباز باید با استفاده از کلمات مبتنی بر فعل و اسم، بازی را پیش ببرد.